# Eda Özerkan
Eda Özerkan (* 11. März 1984 in Adana) ist eine türkische Schauspielerin.

## Biografie
Özerkan besuchte die Kadıköy Anadolu Meslek Lisesi. Ihr Debüt gab sie 2005 in der Fernsehserie Cennet Mahallesi. Seit 2008 spielt sie in der ARD-Kriminalfilmreihe Mordkommission Istanbul (nach den Özakin-Romanen der ZDF-Moderatorin Hülya Özkan) die Rolle der Nur, Nichte der Frau des Istanbuler Kommissars Mehmet Özakin (gespielt von Erol Sander). Zwischen 2009 und 2010 spielte Özerksn in Adanalı mit. 2014 nahm sie an der Sendung Survivor Türkiye teil. Von 2014 bis 2016 war sie in der Serie Kertenkele zu sehen. Juli 2016 heiratete sie den Schauspieler Timur Acar. Außerdem wurde Özerkan 2023 für den Film Sırrını Biliyorum gecastet.

## Filmografie (Auswahl)
Filme
- 2007: Pars: Kiraz Operasyonu
- 2008: Girdap
- 2024: Sırrını Biliyorum

Serien
- 2005: Cennet Mahallesi
- 2008–2009: Aşk-ı Memnu
- 2008: Mordkommission Istanbul
- 2009: Disko Kralı
- 2009–2010: Adanalı
- 2012: Firar
- 2014–2016: Kertenkele
- 2023: Bir Küçük Gün Işığı

Sendungen
- 2014: Survivor 2014